# Decenio de las Naciones Unidas de Acción sobre la Nutrición
La Asamblea General de las Naciones Unidas decidió proclamar los años 2016-2025 como el Decenio de las Naciones Unidas de Acción sobre Nutrición.

## Celebración
El 15 de abril de 2016 La Asamblea General de las Naciones Unidas decidió proclamar los años 2016-2025 Decenio de las Naciones Unidas de Acción sobre Nutrición.

El Decenio de las Naciones Unidas de Acción sobre la Nutrición constituye un compromiso de los Estados miembros de las Naciones Unidas de emprender la aplicación de políticas, programas y mayores inversiones en forma sostenida y coherente durante diez años a fin de eliminar la malnutrición en todas sus formas, en todas partes y sin dejar a nadie detrás.
Organización de las Naciones Unidas

| Compromisos de los países - Brazil first country to make specific commitments in UN Decade of Action on Nutrition - Ecuador announces ambitious commitments to UN Decade of Action on Nutrition - Norway announces the establishment of a sustainable fisheries Action Network - View all country commitments | Redes de acción - Norway announces the establishment of a sustainable fisheries Action Network - Member States in the Region of the Americas establish two action networks to contribute to the UN Decade of Action on Nutrition | Datos concretos sobre la nutrición - 821 millones de personas están subalimentadas. Archivado el 30 de abril de 2020 en Wayback Machine. - 151 millones de niños menores de 5 años sufren retrasos del crecimiento. Archivado el 30 de abril de 2020 en Wayback Machine. - 2 000 millones de personas tienen carencias de micronutrientes. Archivado el 30 de abril de 2020 en Wayback Machine. - 38.3 millones de niños menores de 5 años sufren sobrepeso. Archivado el 30 de abril de 2020 en Wayback Machine. - Más de 1 900 millones de adultos sufren sobrepeso u obesidad. - Los costos de la malnutrición para la economía mundial alcanzan los 3,5 billones de USD por año. |

| - United Nations Decade of Action on Nutrition: Statement by WHO Director-General Dr Tedros en YouTube. UN Decade of Action on Nutrition, statement by Dr Tedros Adhanom Ghebreyesus, WHO Director-General | - Philippines' Vice President says coordination of government agencies key to better nutrition en YouTube. Philippines' Vice President says coordination of government agencies key to better nutrition | - SUN Global Gathering 2017 - DSG United Nations en YouTube. Deputy Secretary-General of the UN address to the SUN Movement Global Gathering 2017 |